# Walfridsson (Familie)
Die Familie Walfridsson aus Torsby in der schwedischen Provinz Värmland ist eine zumindest in Skandinavien bekannte Familie von Automobilsportlern.

## Die Gebrüder Walfridsson
Die drei Brüder und Unternehmer Per-Inge (auch „Pi“ genannt), Lars-Erik und Stig-Olov (Spitzname „Stecka“) sicherten sich im Laufe ihrer Rennsport-Karrieren ungezählte Erfolge bei Rallyes und im Rallycross.

## Pernilla Walfridsson
Per-Inge Walfridssons älteste Tochter Pernilla (* 16. Februar 1973) wurde für einige Jahre als eine der schnellsten Rallyefahrerinnen der Welt angesehen. Inzwischen hat Pernilla ihre eigene Motorsport-Karriere beendet und ist mit dem Rallye-Weltmeister von 2003, dem Norweger Petter Solberg verheiratet. Sie haben einen gemeinsamen Sohn namens Oliver, der inzwischen ebenfalls als Motorsportler Erfolge erzielt.
Als Pernillas größte Erfolge gelten:
- 6. Platz in der Gruppe N bei der RAC-Rallye 1997 (mit Kopilotin und Schwester Linda Walfridsson)
- 3. Platz in der Gruppe N bei der Rallye Finnland 1998 (mit Kopilotin Ulrika Mattsson)
- 4. Platz in der Gruppe N bei der Rallye Großbritannien 1998 (mit Kopilotin Ulrika Mattsson)
- 6. Platz in der Gruppe N bei der Rallye Finnland 2000 (mit Kopilotin Ulrika Mattsson)